# Seven Femenino de Brasil 2015
El Seven Femenino de Brasil de 2015 fue la segunda edición del torneo brasileño de rugby 7, fue el segundo torneo de la Serie Mundial Femenina de Rugby 7 2014-15.
Se disputó en el Arena Barueri de la ciudad de Barueri en el Estado de São Paulo.

## Fase de grupos

### Grupo A
| Equipo         | Encuentros | Encuentros | Encuentros | Encuentros | Tantos  | Tantos    | Tantos     | Puntos |
| Equipo         | jugados    | ganados    | empatados  | perdidos   | a favor | en contra | diferencia | Puntos |
| -------------- | ---------- | ---------- | ---------- | ---------- | ------- | --------- | ---------- | ------ |
| Nueva Zelanda  | 3          | 3          | 0          | 0          | 125     | 19        | +106       | 9      |
| Francia        | 3          | 2          | 0          | 1          | 42      | 73        | –31        | 7      |
| Estados Unidos | 3          | 1          | 0          | 2          | 50      | 56        | –6         | 5      |
| España         | 3          | 0          | 0          | 3          | 21      | 90        | –69        | 3      |

### Grupo B
| Equipo    | Encuentros | Encuentros | Encuentros | Encuentros | Tantos  | Tantos    | Tantos     | Puntos |
| Equipo    | jugados    | ganados    | empatados  | perdidos   | a favor | en contra | diferencia | Puntos |
| --------- | ---------- | ---------- | ---------- | ---------- | ------- | --------- | ---------- | ------ |
| Australia | 3          | 3          | 0          | 0          | 116     | 14        | +102       | 9      |
| Brasil    | 3          | 2          | 0          | 1          | 50      | 68        | –18        | 7      |
| Fiyi      | 3          | 1          | 0          | 2          | 54      | 71        | –17        | 5      |
| China     | 3          | 0          | 0          | 3          | 28      | 95        | –67        | 3      |

### Grupo C
| Equipo     | Encuentros | Encuentros | Encuentros | Encuentros | Tantos  | Tantos    | Tantos     | Puntos |
| Equipo     | jugados    | ganados    | empatados  | perdidos   | a favor | en contra | diferencia | Puntos |
| ---------- | ---------- | ---------- | ---------- | ---------- | ------- | --------- | ---------- | ------ |
| Canadá     | 3          | 3          | 0          | 0          | 70      | 29        | +41        | 9      |
| Rusia      | 3          | 1          | 1          | 1          | 64      | 37        | +27        | 6      |
| Inglaterra | 3          | 1          | 1          | 1          | 65      | 46        | +19        | 6      |
| Sudáfrica  | 3          | 0          | 0          | 3          | 10      | 97        | –87        | 3      |

## Fase Final
|  | Cuartos de final | Cuartos de final | Cuartos de final |           |               | Semifinales   | Semifinales | Semifinales |        |               | Copa          | Copa         | Copa |  |
|  |                  |                  |                  |           |               |               |             |             |        |               |               |              |      |  |
|  |                  |                  |                  |           |               |               |             |             |        |               |               |              |      |  |
|  | Nueva Zelanda    | Nueva Zelanda    | 28               |           |               |               |             |             |        |               |               |              |      |  |
|  | Nueva Zelanda    | Nueva Zelanda    | 28               |           |               |               |             |             |        |               |               |              |      |  |
|  | Estados Unidos   | Estados Unidos   | 17               |           |               |               |             |             |        |               |               |              |      |  |
|  | Estados Unidos   | Estados Unidos   | 17               |           | Nueva Zelanda | Nueva Zelanda | 12          |             |        |               |               |              |      |  |
|  |                  |                  |                  |           | Nueva Zelanda | Nueva Zelanda | 12          |             |        |               |               |              |      |  |
|  |                  |                  | Francia          | Francia   | 5             |               |             |             |        |               |               |              |      |  |
|  | Francia          | Francia          | Francia          | Francia   | 5             | 31            |             |             |        |               |               |              |      |  |
|  | Francia          | Francia          |                  |           |               |               |             |             |        |               |               |              |      |  |
|  | Brasil           | Brasil           | 0                |           |               |               |             |             |        |               |               |              |      |  |
|  | Brasil           | Brasil           | 0                |           |               |               |             |             |        | Nueva Zelanda | Nueva Zelanda | 17           |      |  |
|  |                  |                  |                  |           |               |               |             |             |        | Nueva Zelanda | Nueva Zelanda | 17           |      |  |
|  |                  |                  | Australia        | Australia | 10            |               |             |             |        |               |               |              |      |  |
|  | Canadá           | Canadá           | Australia        | Australia | 10            | 22            |             |             |        |               |               |              |      |  |
|  | Canadá           | Canadá           |                  |           |               |               |             |             |        |               |               |              |      |  |
|  | Rusia            | Rusia            | 10               |           |               |               |             |             |        |               |               |              |      |  |
|  | Rusia            | Rusia            | 10               |           | Canadá        | Canadá        | 7           |             |        | Tercer lugar  | Tercer lugar  | Tercer lugar |      |  |
|  |                  |                  |                  |           | Canadá        | Canadá        | 7           |             |        | Tercer lugar  | Tercer lugar  | Tercer lugar |      |  |
|  |                  |                  | Australia        | Australia | 12            |               |             |             |        |               |               |              |      |  |
|  | Australia        | Australia        | Australia        | Australia | 12            | 29            |             |             | Canadá | Canadá        | 19            |              |      |  |
|  | Australia        | Australia        |                  |           |               |               |             |             | Canadá | Canadá        | 19            |              |      |  |
|  | Inglaterra       | Inglaterra       | 10               |           |               |               |             |             |        |               | Francia       | Francia      | 0    |  |
|  | Inglaterra       | Inglaterra       | 10               |           |               |               |             |             |        |               | Francia       | Francia      | 0    |  |
|  |                  |                  |                  |           |               |               |             |             |        |               |               |              |      |  |

| Bandera de Nueva Zelanda |
| Campeón Nueva Zelanda    |
| 2º título del circuito   |